# Avenue Brigadeiro Faria Lima
L'avenue Brigadeiro Faria Lima est une avenue de São Paulo, au Brésil.

## Situation et accès
Elle constitue l'une des principales artères de la ville avec l'avenue Paulista, à laquelle elle est plus ou moins parallèle.

## Origine du nom
Elle honore José Vicente de Faria Lima (pt), un militaire et homme politique brésilien qui a marqué l'histoire de São Paulo.

## Historique
La loi qui a autorisé l'ouverture de la route a été adoptée en janvier 1968, prévoyant une connexion de cinq kilomètres entre les quartiers de Pinheiros (pt) et Brooklin (pt).

## Bâtiments remarquables et lieux de mémoire
- Iguatemi São Paulo